# Liste des cathédrales de Gambie
Cet article recense les cathédrales de Gambie.

## Liste
Cathédrales de l'Église catholique romaine:
- Cathédrale Notre Dame de l’Assomption, Banjul